# انتخابات الرئاسة المقدونية 2009
انتخابات الرئاسة المقدونية 2009 هي الانتخابات الرئاسية التي جرت في 2009، في شمال مقدونيا، لانتخاب قائمة رؤساء مقدونيا، فاز بالانتخابات جورجي إيفانوف.